# Rue du Colisée
La rue du Colisée est une rue du 8e arrondissement de Paris.

## Situation et accès
Elle commence avenue des Champs-Élysées et se termine rue du Faubourg-Saint-Honoré.
Le quartier est desservi par les lignes 1 et 9 à la station Franklin D. Roosevelt et par la ligne 9 à la station Saint-Philippe du Roule.

## Origine du nom
Elle tient son nom du Colisée, luxueux établissement de plaisirs situé dans le quartier et ouvert entre 1771 et 1780.

## Historique
Un arrêt du Conseil du roi du 25 août 1769 décida que le chemin des Gourdes, voie sinueuse qui, depuis le XVIIe siècle, serpentait à travers les marais en rejoignant le faubourg Saint-Honoré et les Champs-Élysées serait transformé en une nouvelle rue rectiligne dénommée « rue du Colisée ». La rue fut effectivement ouverte vers la fin de la même année.

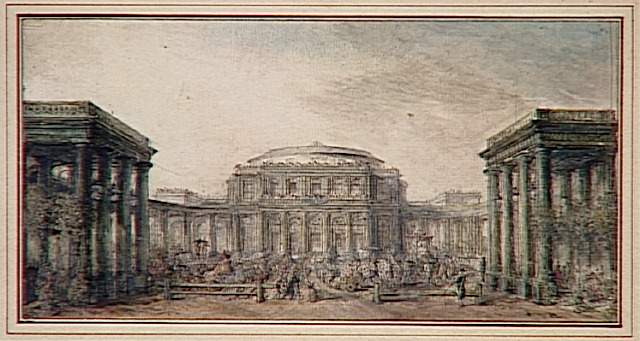
Gabriel de Saint-Aubin, La Fête chinoise au Colisée, Paris, musée du Louvre.

## Bâtiments remarquables et lieux de mémoire
- No 5 : ancien cinéma Paramount-Élysées. En 1933 ouvre à cet emplacement un cinéma, à l'emplacement de l'ancien théâtre de l'Avenue. Il porte d'abord le nom de « Studio BGK » puis, en décembre 1934, après de travaux portant la capacité de la salle à 600 places, devient le « cinéma de l'Avenue ». En juin 1968, il devient le « Paramount-Élysées », après des travaux dirigés par Georges Peynet portant sa capacité à 650 places, comprenant une mezzanine. En décembre 1976, une nouvelle salle est ajoutée. Racheté par Gaumont, il fusionne le 4 mars 1981 avec le cinéma voisin, l'Ambassade-Gaumont (50 avenue des Champs-Élysées), pour donner naissance au Gaumont-Ambassade. Le complexe dispose désormais de trois salles, un hall commun, alors qu'un couloir permet d'accéder aux salles de l'ancien Paramount-Élysées. Porté par la suite à sept salles pour 1500 places, il ferme en 2016[2],[3].
- No 12 : domicile de Lucien Lesna en 1932.
- No 16 : domicile de Harry Baur et Rose Grane en 1910[4].
- No 24 : l'écrivain roumain de langue française Panaït Istrati (1884-1935) a habité cet immeuble de 1922 à 1930 et il y a écrit plusieurs de ses œuvres : Kyra Kyralina, Codine, Mikhaïl, Oncle Anghel, Les Haidouks, Nerant Soula. Une plaque commémorative lui rend hommage.
- No 26 : la féministe Marguerite Durand y naît en 1864.
- No 29 : le général russe blanc Ievgueni Miller y installe dans un appartement le siège de l'Union générale des combattants russes, durant l'entre-deux-guerres[5].
- No 34 :
  - légation du Honduras dans les années 1920[6] ;
  - abrite depuis 1941 le cabaret Le Bœuf sur le toit.
- No 36 : consulat général et chancellerie de la légation de Colombie dans les années 1900[7].
- No 38 : la légation de Belgique était installée à cette adresse jusqu'en 1905.
- No 39 : 
  - emplacement de l'hôtel (détruit) d'un riche Mexicain, le comte de Subervielle, en 1910[8] ;
  - en 1935, emplacement de la galerie L'Art et la Mode dirigée par l'orfèvre Jean Després ;
  - siège temporaire de la Bibliothèque-musée de la Guerre dans l'entre-deux-guerres.
- No 40 :  boîte de nuit Les Planches[9].

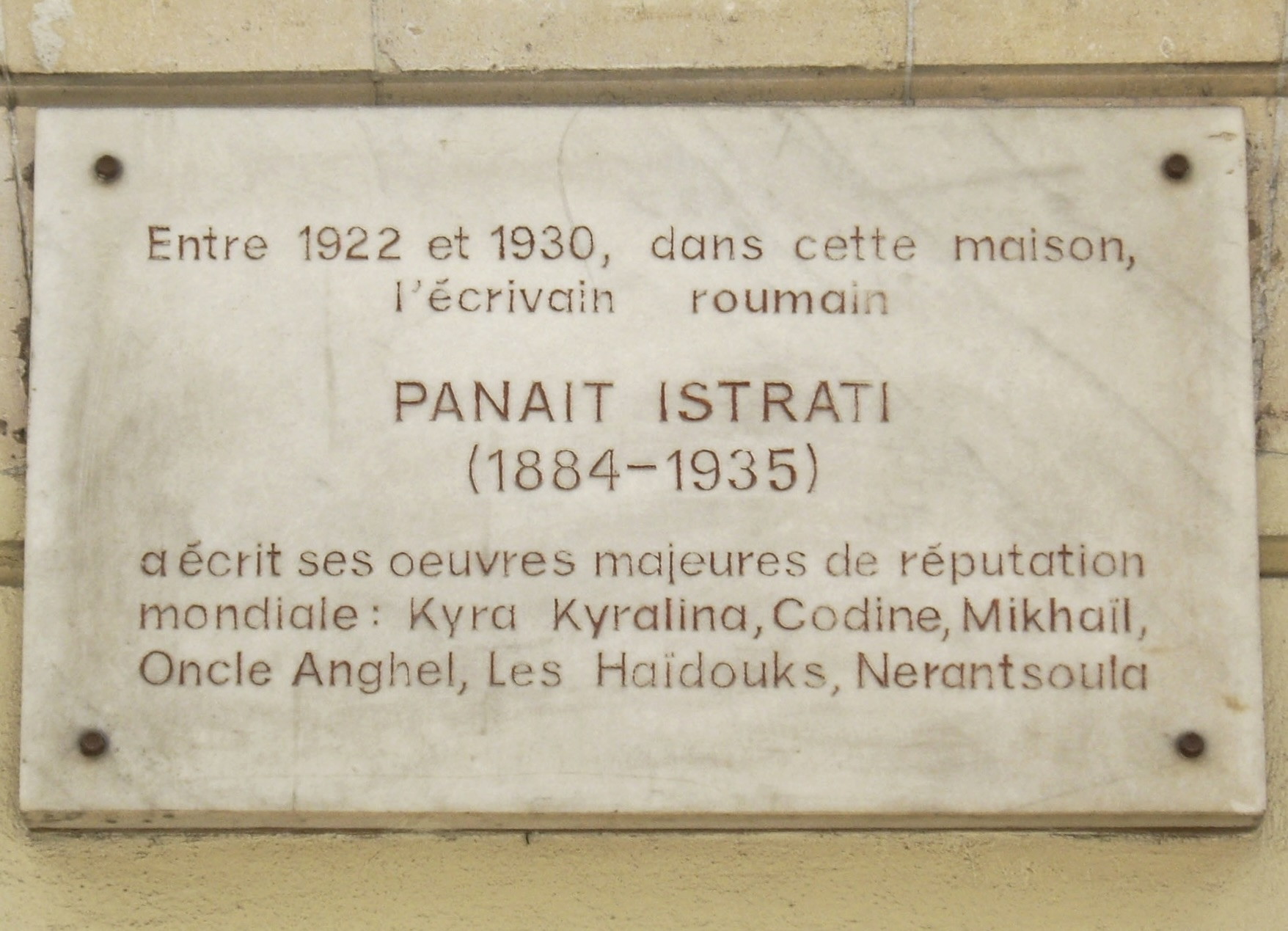
Plaque au no 24 en hommage à Panaït Istrati.